# Mikael Strøm
Michael Kisbye Strøm (født 23. juni 1959 i Frederiksberg, født Jensen) er en tidligere dansk håndboldspiller som deltog under Sommer-OL 1984.
Han spillede håndbold for klubben Gladsaxe HG. I 1984 var han med på Danmarks håndboldlandshold som endte på en fjerdeplads under Sommer-OL 1984. Han spillede i en kamp og scorede tre mål.